# 卞蔭昌

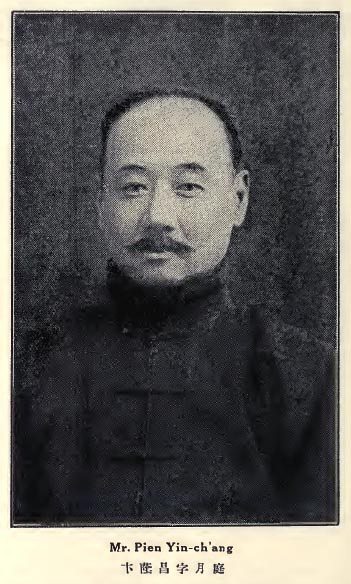

卞荫昌（1866年—1926年），字月庭（一作樾庭、月亭、悦庭），直隶天津人，清末民初实业家。

## 生平
卞荫昌早年曾任清政府工部、法部主任秘书。1904年出任天津商务总会协理（代表棉布业）。中华民国成立后，他于1912年任天津商团团长、天津红十字会执行委员。次年又任直隶商务联合会会长。1914年任直隶巡按使署参议。1915年老西开事件期间，他与一批天津绅商发起成立维持国权国土会并出任会长一职。1918年当选中华民国第二届国会众议院议员。1919年任直隶商会总会长，后又兼任全国商会联合会会长。1926年去世。